# Enfants pêchant des crevettes
Enfants pêchant des crevettes è un cortometraggio muto del 1896 dei fratelli Auguste e Louis Lumière.
Brevi filmati semi-documentari come questo, che ritraevano gruppi di bambini, furono molto popolari agli inizi del cinema. I bambini (i cui nomi non sono accreditati) interpretano se stessi con molta naturalezza.

## Trama
Alcuni bambini armati di pale e rastrelli setacciano la spiaggia in cerca di vongole, sotto gli occhi dei genitori che guardano e danno loro consigli. I bambini sono in calzoncini corti; le bambine hanno tirato su le gonne; i genitori sono vestiti da città. L'abbigliamento di bambini e adulti suggerisce che si tratti di una gita al mare di famiglie dell'alta società.

## Produzione
Il film fu prodotto da Auguste e Louis Lumière.

## Distribuzione
Distribuito da Auguste e Louis Lumière, il film uscì in Francia nel 1896.